# Mignonette
Mignonette war eine französische Automarke.

## Unternehmensgeschichte
Das Unternehmen Wehrlé et Godard-Desmarest aus Neuilly-sur-Seine begann 1900 mit der Produktion von Automobilen, die als Mignonette vermarktet wurden. Eine andere Quelle gibt an, dass auch der Markenname Wehrlé-Godard et Desmarais verwendet wurde. Im gleichen Jahr endete die Produktion bereits wieder. Es bestand keine Verbindung zu Mignonette-Luap aus Bordeaux.

## Fahrzeuge
Das einzige Modell war mit einem Einbaumotor mit 3 PS Leistung ausgestattet, der wahlweise von Aster oder De Dion-Bouton kam. Der Motor war im Heck montiert und trieb die Hinterachse an. Die offene Karosserie bot Platz für zwei Personen.